# Norapella
Norapella is een geslacht van vlinders van de familie Megalopygidae.

## Soorten
- N. bipennis Hopp, 1930
- N. gracilis (Dognin)
- N. parva (Schaus, 1896)
- N. rhadina Dognin, 1914